# Ana Anguita
Ana Anguita Shivers (Madrid, 23 de octubre de 1969) es una informática y cantante infantil española que formó parte del dúo musical infantil Enrique y Ana hasta 1983, año en el que se retiró del mundo musical.

## Biografía
Es hija única de un matrimonio formado por padre español, Julio Anguita, y madre británica, Ana Shivers. Tuvo gran popularidad a finales de los años 1970 y comienzo de los años 1980 como miembro del dúo artístico Enrique y Ana, junto a Enrique del Pozo.
En 1981 además rodaron la película Las aventuras de Enrique y Ana, dirigida por Tito Fernández.
Tras la separación del dúo en 1983, Ana se retiró del mundo de la música, estudiando ingeniería informática, desde entonces permanece en el anonimato. Se casó con un compañero de carrera. Desde 2013 está divorciada.
En 2003, presentó un disco de música infantil para una asociación española contra el maltrato infantil.